# Altenberge (Haren)
Altenberge (plattdeutsch Ollenbarg) ist eine Ortschaft der Stadt Haren (Ems) im niedersächsischen Landkreis Emsland.

## Geografie und Verkehrsanbindung
Der Ort liegt nordwestlich des Kernortes Haren direkt an der Kreisstraße K 236. Die B 408 verläuft nördlich und die A 31 östlich.
Westlich des Ortes verlaufen der Süd-Nord-Kanal und die Grenze zu den Niederlanden. Auch im Westen liegen die Ortschaften Lindloh, Schwartenberg und Rütenbrock. Im Südwesten liegt die Ortschaft Fehndorf, nördlich die Ortschaft Erika.

## Geologie
Altenberge liegt inmitten des Bourtanger Moor, welches ehemals das größte zusammenhängende Moorgebiet Westeuropas war. Es liegt im Emsland westlich der Ems und war noch bis in die 1950er Jahre eines der größten Moorgebiete in Deutschland. Es erstreckt sich im Westen bis in die Niederlande und ist nach dem niederländischen Festungsstädtchen Bourtange benannt. Im Osten in Richtung Haren gelegen, liegt das Tausendschrittmoor.

## Geschichte

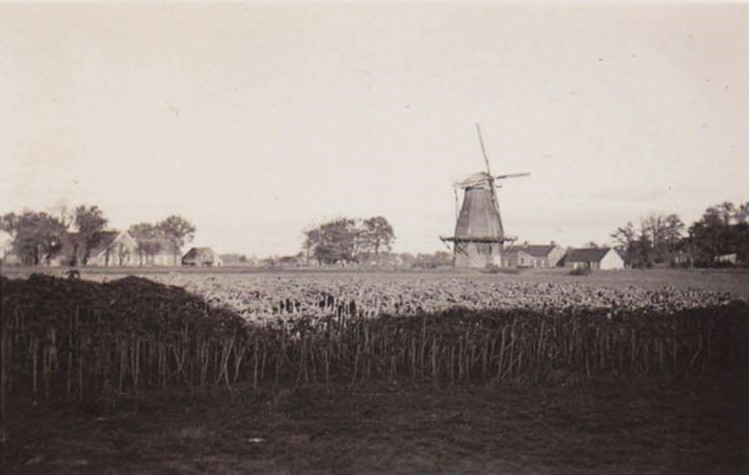
Abel Büter Mühle in Altenberge 30er Jahre

Die Moorkolonie Altenberge wurde im August des Jahres 1810 in der Gemarkung Altharen angelegt. Am 29. August 1810 trafen sich in Altharen der Arenbergsche, französische Präfekt Anton Heyl, der Oberforstinspektor Broux und der Vogt Diekhoff und einige eingeladene Gemeindemitglieder aus Altharen um über die Anlegung einer neuen Kolonie in der Altharener Mark zu beraten. Im Vorfeld wurde am 22. August 1810 eine öffentliche Bekanntmachung in den umliegenden Orten Wesuwe, Rütenbrock und Haren (Ems) ausgerufen. Die neue Siedlung sollte auf den Flurstücken Evergünne und Dankerner Moor angelegt werden.
Für die 54 ausgewiesenden Plaatzen gab es 81 Bewerber. Nachdem die Neubauern die Bedingungen der Besiedlung akzeptierten, führte der Vogt Diekhoff die Verlosung der Hofstellen durch. 27 Bewerber um eine Siedlerstelle gingen leer aus und mussten auf einen Neuanfang verzichten. Ein damaliger Schullehrer berichtet in der Schulchronik von Altenberge, dass anfangs zunächst nur 5 Siedlerstellen ausgewiesen waren und die Arbeit sehr schwer und langsam voranging.
Im Zuge der Gemeindereform im Jahre 1974 wurde Altenberge eine Ortschaft der Stadt Haren (Ems).

## Namensherkunft
Altenberge: der Name ergab sich durch den Standort. Im Mittelpunkt der Siedlung befand sich ein Sandhügel unter den Namen „Alte Berge“ bekannt. Diese Erhebung wurde im Laufe der Jahre durch den Sandabbau verkleinert und ist heute nicht mehr zu sehen. Alten Rechnungen Harener Kaufleute ist zu entnehmen, dass die Siedlung zunächst auch unter dem Namen "Neu-Dankern" geführt wurde. Dieser Name ist heute nicht mehr bekannt.

## Schule
Der erste Lehrer in Altenberge war der Kolonist Johann Hermann Wessels (* 1796), er stammte aus dem benachbarten Dankern und unterrichtete in den ersten vier Jahren 30 Kinder aus der Gemeinde. Nach seinem Tod im Jahr 1865, gab sein Bruder Johann Heinrich Wessels (* 1809) auch aus Dankern Unterricht in Altenberge. Der erste Unterricht soll laut mündlicher Überlieferung in einer Scheune stattgefunden haben.
seit 1865 Lehrer in Altenberge:

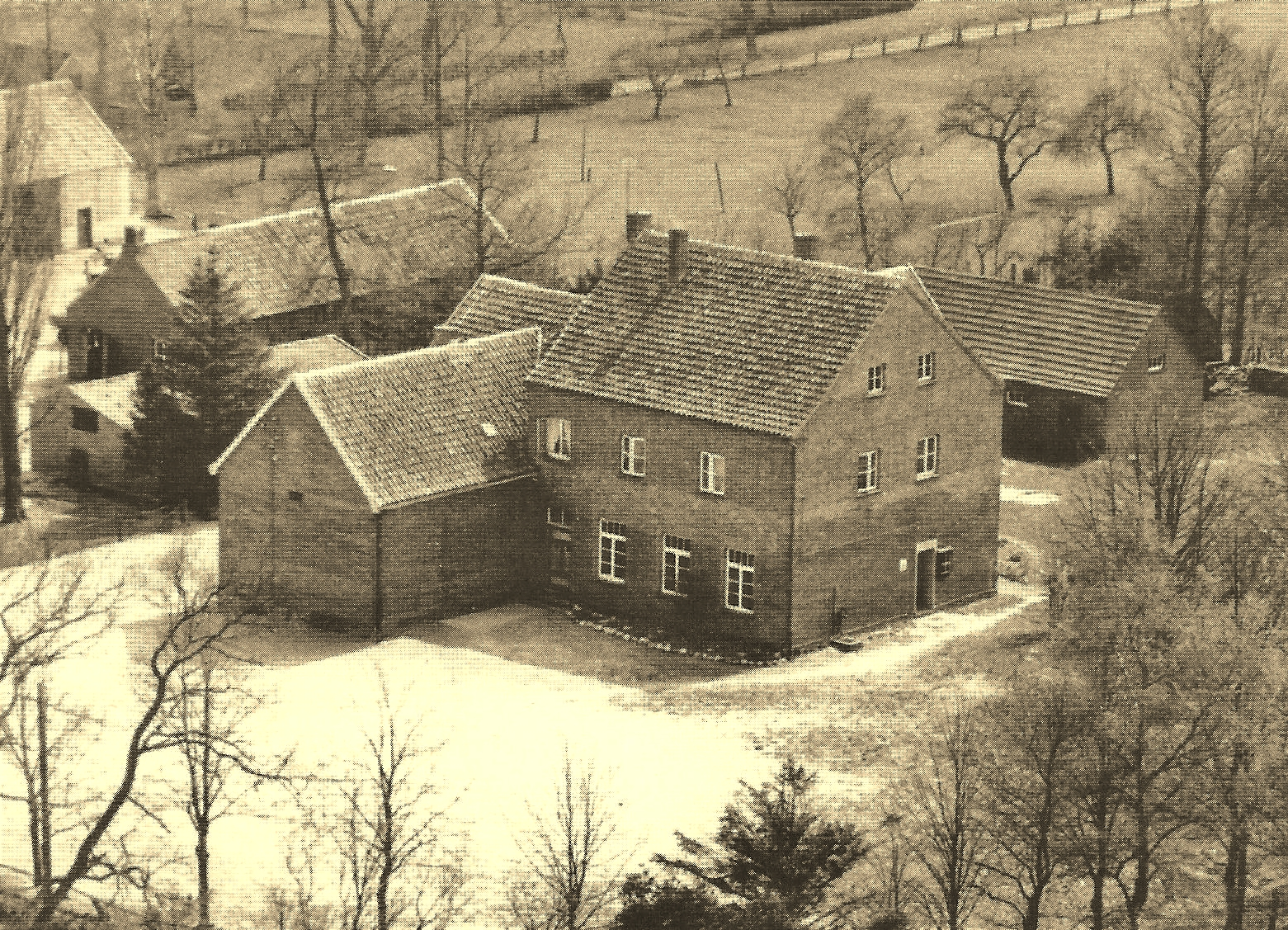
Alte Schule Altenberge

- 1865–1877 Gerhard Bernard Knappmeier
- 1877–1898 Johann Bernard Mecklenburg
- 1898–1928 Otto Determann
- 1928–1929 Albert Sackmann
- 1929–1932 Johannes Heidrig
- 1932–1935 Hr.Olgemöller/Fr.Wolf
- 1935–1943 Heinrich Johann Höpke/Anna Schmidt/Maria Kalthöfer
- 1943–1945 Hildegard Schmidt/Fr.Pöpel/Fr.Eggerstedt
- 1945–1967 Walter Kaiser/Fr.Berelsmann/Fr.Abel/Fr.Wechelmann/Fr.W.Löffler/Johann Harwerth/Maria Klein/Albert Schmitt/Paul Rieskamp
- 1967–1970 Elisabeth Placke
- 1967–1971 Norbert Pak (Schulleitung und Lehrer an zwei eigenständigen Schulen Erika und Altenberge)

Am 26. November 1971 wurde zwischen den Gemeinden Altenberge und Erika an der Tengestraße ein neues Schulgebäude eingeweiht, von dem Zeitpunkt an werden die Schüler beider Gemeinden zusammengefasst an der Mariengrundschule.

## Religion

Kirche in Altenberge von 1914-1964

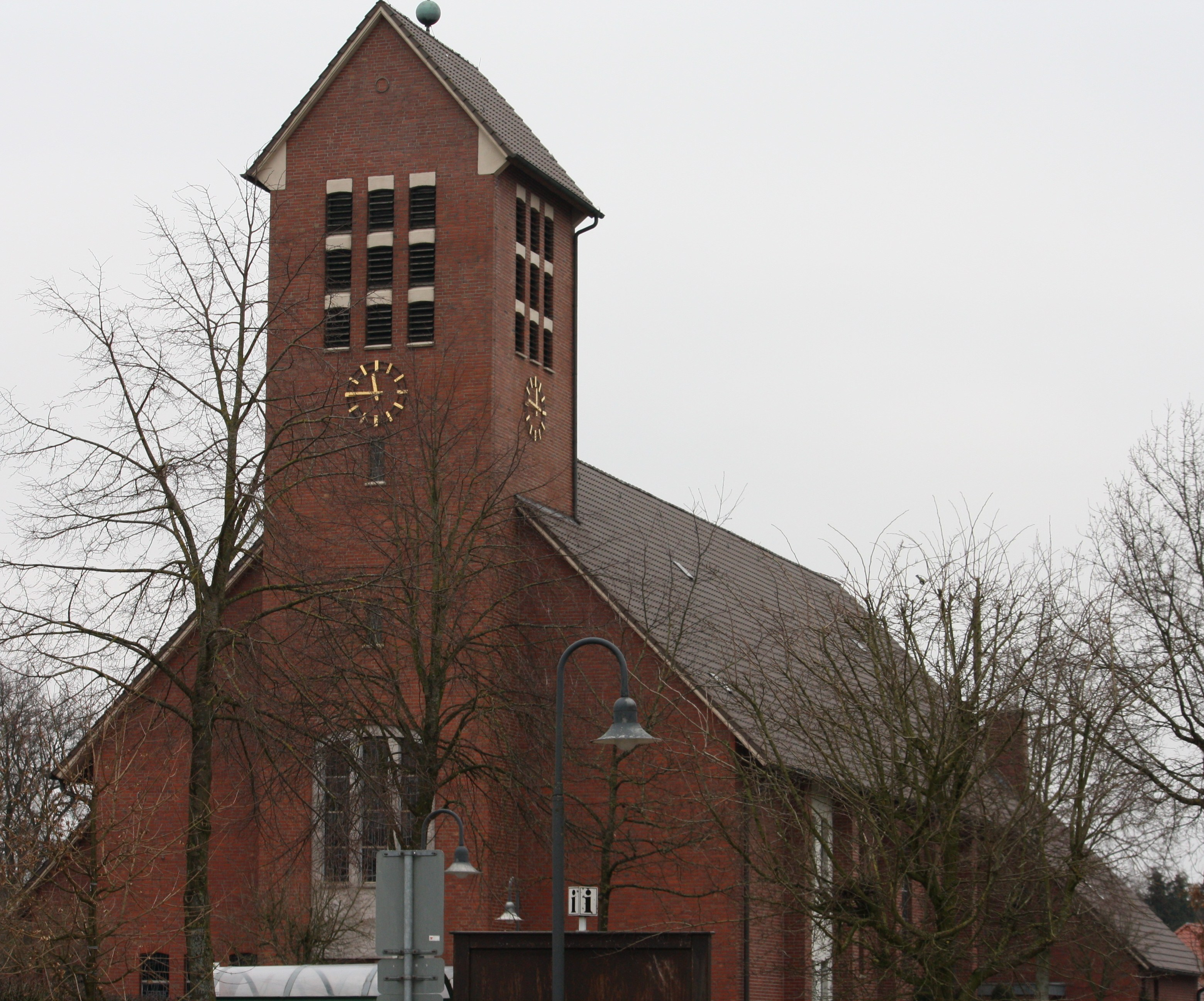
Kirche St.Bonifatius Altenberge 1964-heute

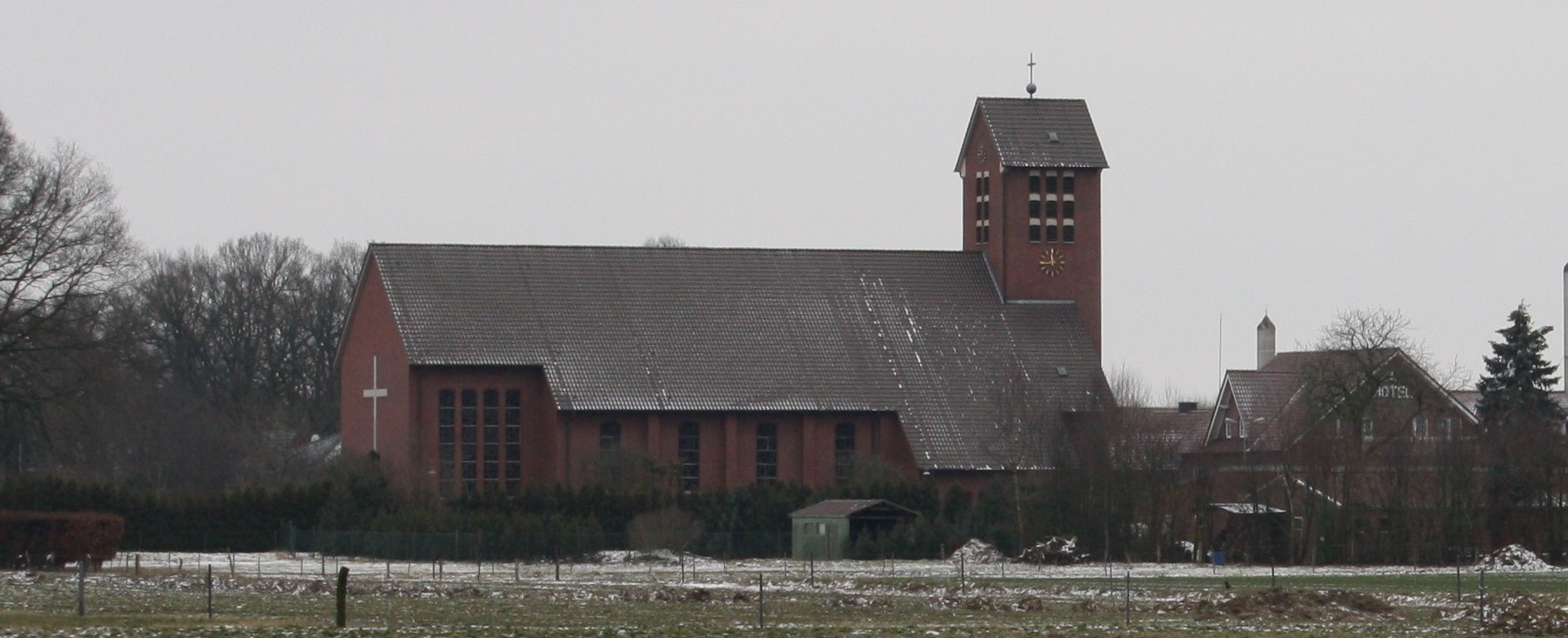
Westseite der Kirche

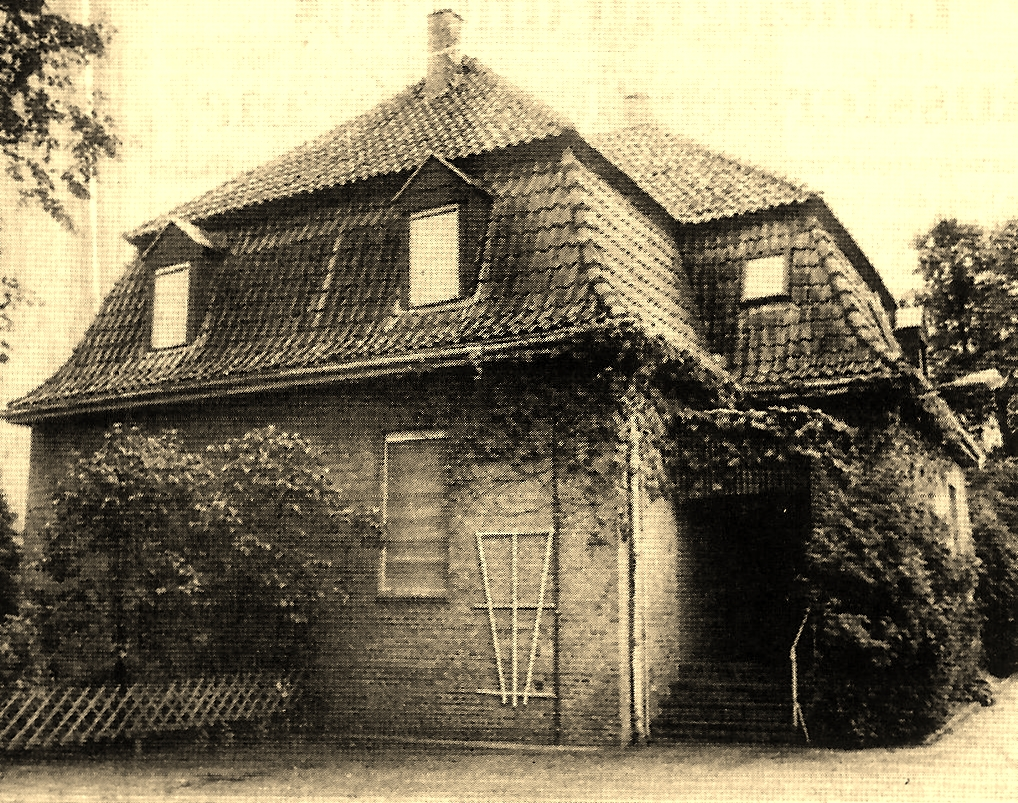
Altes Pfarrhaus Altenberge

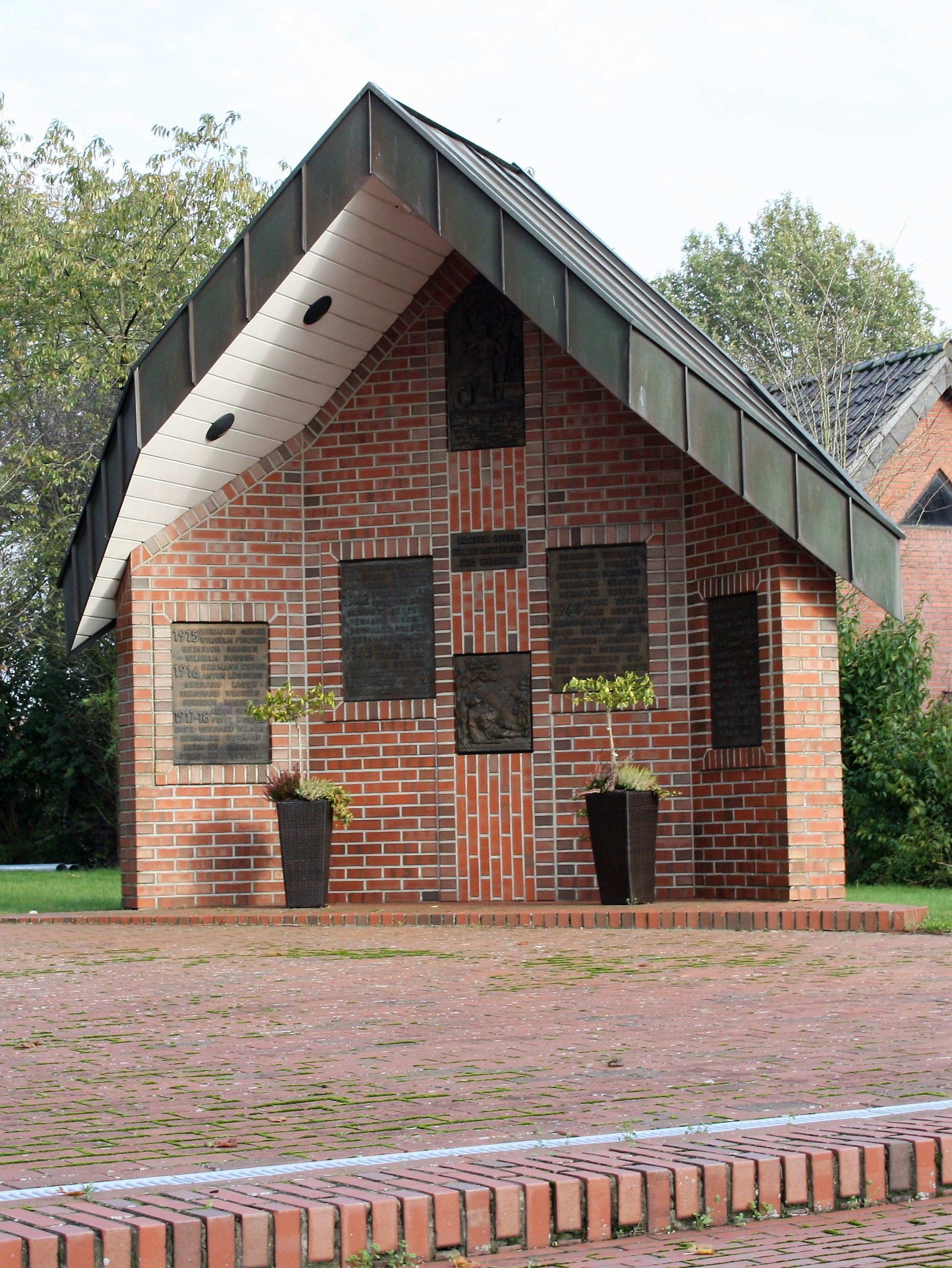
Kriegerdenkmal Altenberge Neubau 1991

### Katholische Kirche St. Bonifatius
seit der Ortsgründung im Jahr 1810 mussten die ersten Siedler der Gemeinde zunächst kirchlich in das benachbarte Wesuwe (St. Clemens). Ab dem 1. April 1846 ordnete man seitens der bischöfliche Behörde an, die Kolonie Altenberge kirchlich der Gemeinde Rütenbrock (St. Maximilian) anzuschließen. Am 26. Juli 1914 einen Tag vor dem Ausbruch des Ersten Weltkrieges wurde der Grundstein für eine eigene Kirche in Altenberge gelegt. Ein einfacher Fachwerkbau wurde schon am 23. Dezember 1914 fertiggestellt und eingeweiht, der Namenspatron ist der Hl. Bonifatius. Auch ein eigenes Pfarrhaus wurde in der Nachbarschaft zur Kirche errichtet.
Mit der ersten Kirche erfüllten sich am 1. April 1915 die Gemeindemitglieder die Voraussetzung zu einem Seelsorgebezirk mit einem eigenen Pfarrer. Die Gemeinde wurde am 1. April 1920 zur Kuratie erhoben und die Ortsteile Pool und Husberg kamen am 1. April 1921 hinzu. Die erste Kirche wurde bis zum Jahr 1964 genutzt und musste dann einem Neubau weichen. Im Jahr 1916 begannen die Arbeiten an einem Friedhof hinter der Fachwerkkirche und dem Pfarrhaus. Die Hoffnung den Friedhof bald eigenständig nutzen zu können wurde jedoch durch den Ersten Weltkrieg und politische Unruhen verzögert. Erst am 16. Mai 1922 wurde ein Gemeindemitglied auf dem neuen Friedhof bestattet.
Auf dem Sonntag, dem 12. Mai 1963, wurde durch den Harener Dechanten Gerhard Silies der Grundstein für einen neuen Kirchenbau gelegt der bis heute für Gottesdienste genutzt wird. Die Einweihung des neuen Gotteshauses erfolgte am 1. Juni 1964 durch Bischof Wittler. Die Kirche ist eine einschiffige Backsteinkirche mit hohem Satteldach und geradem Chorschluss. Der quadratische Turm ist zum größten Teil in das Kirchenschiff integriert. In den Jahren 1997 und 1998 erfolgte eine umfangreiche Renovierung. Die Kirche bietet heute 420 Sitzplätze. Die drei Stahlglocken aus dem Jahr 1952 stammen vom Bochumer Verein, und eine weitere Glocke wurde im Jahr 1963 gegossen. Alle vier Glocken wurden in dem neuen Glockenturm aufgehängt, während die ersten drei aus einem vorher bestehenden Holzturm stammen. Die Orgel (22 Register, 2 Manuale, Pedal, Schleifladen, mechanische Spiel- und elektrische Registertraktur) wurde 1976 von der Fa. Franz Breil, Dorsten gebaut.
Leitende Geistliche seit 1915
- 1915–1924 Aloisius Niemann
- 1924–1927 Ludwig Querl
- 1927–1936 August Lütkemeyer
- 1936–1939 Heinrich Hinrichs
- 1939–1947 Wilhelm Körner
- 1947–1959 Gerhard Steffens
- 1959–1964 Heinrich Korte
- 1964–1982 Fritz Breckweg
- 1982–1995 Alois Bruns (suspendiert 1995)
- 1995–2000 Alfons Strodt
- 2000–2010 Johannes Hasselmann
- 2010–2021 Klaus Willmann
- seit 2021 Andreas Bleise

Pfarrarchiv
- Altenberge St. Bonifatius alle Register ab 1915

### Jüdischer Friedhof
Aus einer Katasteraufnahme aus dem Jahr 1873 wird für die Gemeinde Altenberge ein jüdischer Friedhof mit dem Namen "Am Judenkirchhof" in der westlichen Gemarkungsfläche angegeben. Es gibt zwar keine sichtbaren Bestattungen oder Denkmäler auf der Begräbnisfläche, aber das Grundstück gehört noch heute dem Landesverband der Jüdischen Gemeinden von Niedersachsen  mit Sitz in Hannover.

## Einwohnerentwicklung
| Jahr | Einwohner |
| ---- | --------- |
| 1816 | 200       |
| 1833 | 344       |
| 1875 | 416       |
| 1898 | 391       |
| 1906 | 333       |

| Jahr | Einwohner |
| ---- | --------- |
| 1925 | 501       |
| 1933 | 509       |
| 1939 | 583       |
| 1979 | 905       |
| 1989 | 871       |

| Jahr | Einwohner |
| ---- | --------- |
| 1999 | 955       |
| 2009 | 1157      |
| 2010 | 1120      |
| 2013 | 1139      |

## Gemeindevorsteher 1810–1974
- Jan Brink 1810–1822
- Johann Bernard Pöttker 1822–1827
- Otto Becker 1827–1850
- Franz Greve 1850–1863
- Gerhard Heinrich Hake 1863–1874

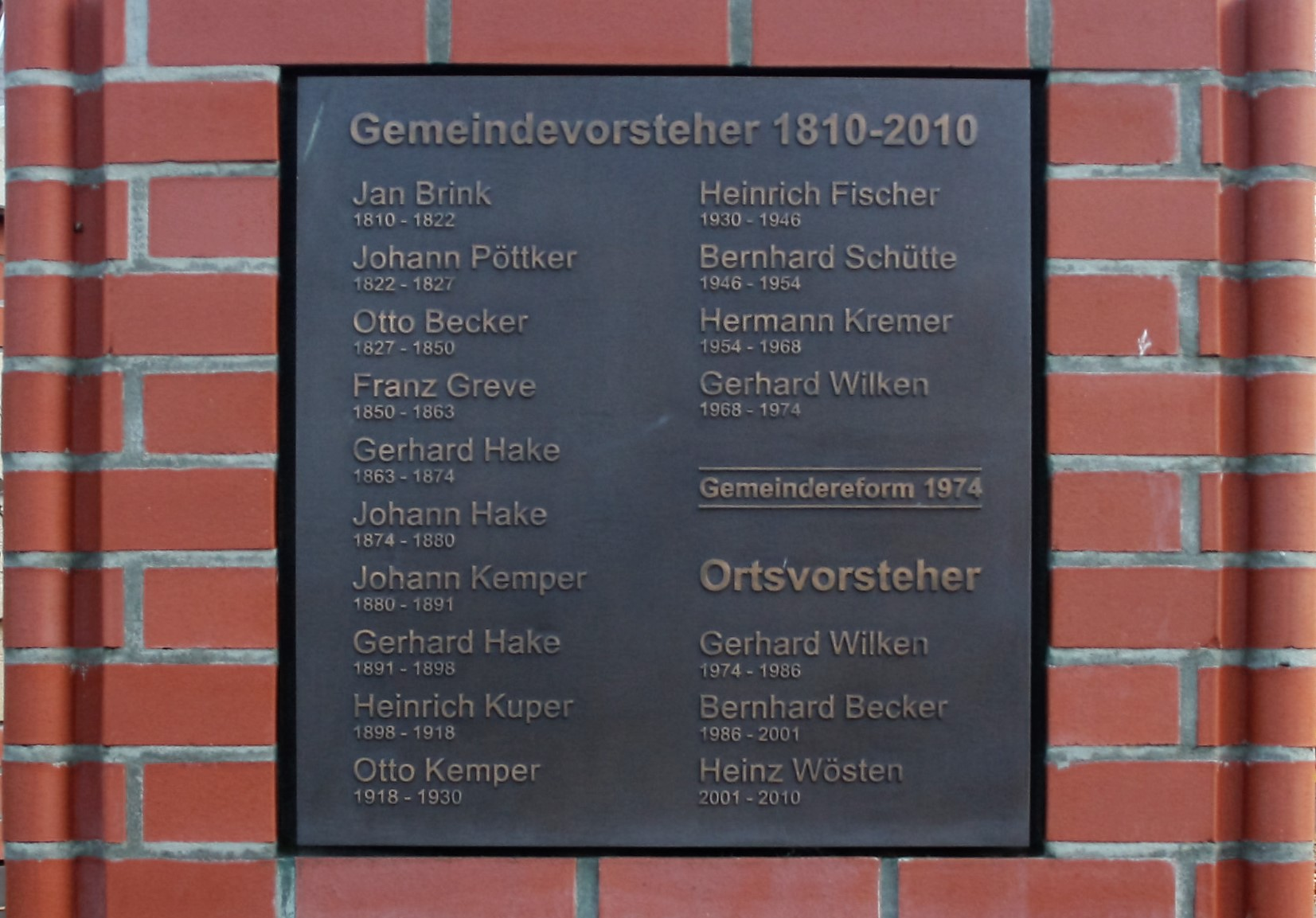
Gemeinde und Ortsvorsteher zu Altenberge Bronzetafel

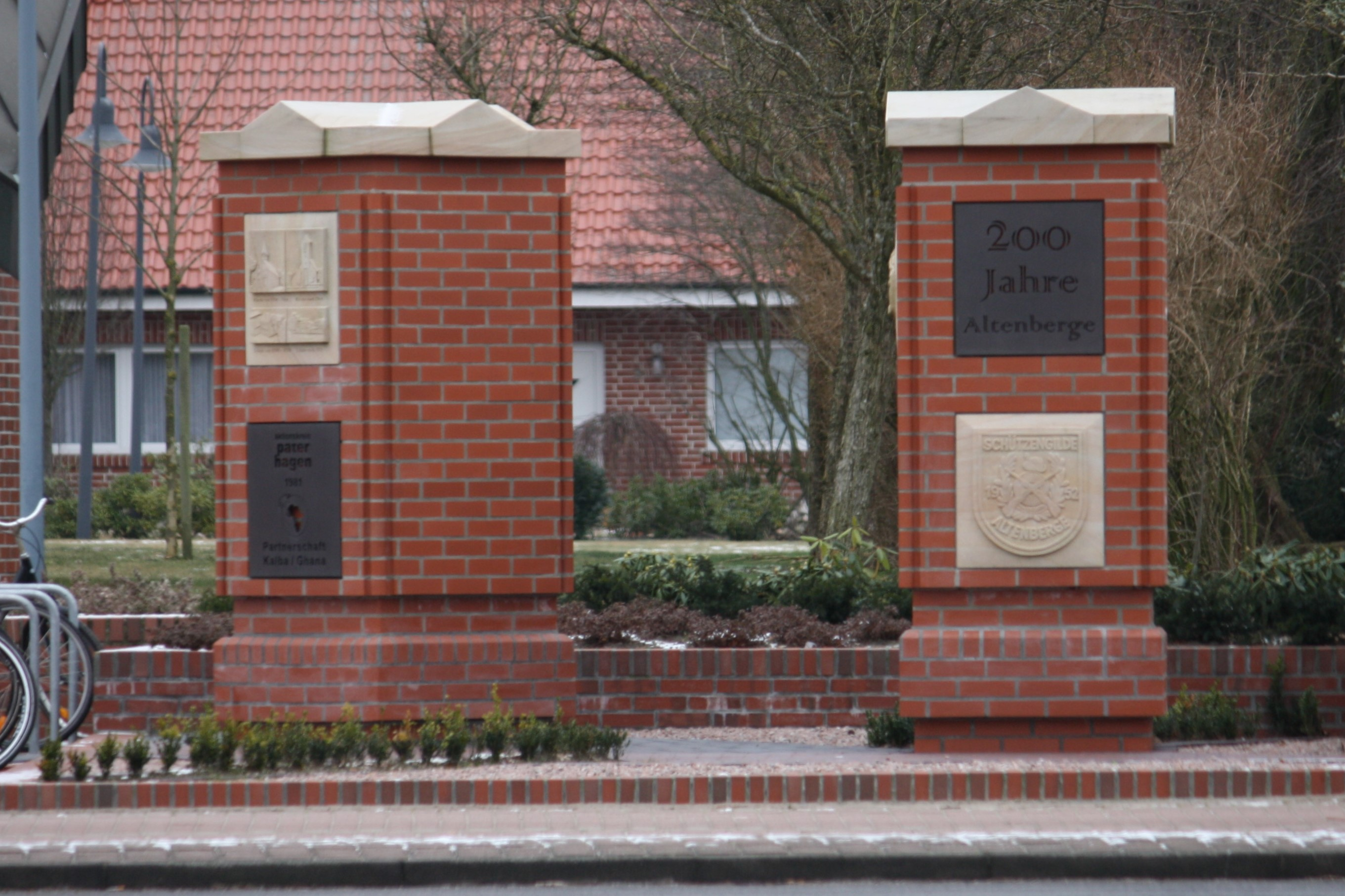
Denkmal 200 Jahre Altenberge

- Johann Heinrich Hake 1874–1880 (älterer Bruder des Vorgängers)
- Johann Heinrich Kemper 1880–1891
- Gerhard Heinrich Hake 1891–1898 (2.Amtszeit)
- Heinrich Kuper 1898–1918
- Otto Kemper 1918–1930
- Gerhard Heinrich Fischer 1930–1946
- Bernhard Schütte 1946–1954
- Gerhard Hermann Kremer 1954–1968
- Gerhard Wilken 1968–1974

### Ortsvorsteher ab 1974 bis heute
- Gerhard Wilken 1974–1986
- Bernhard Becker 1986–2001
- Heinz Wösten 2001–2010
- Johannes Tieben 2010-heute

## Persönlichkeiten

### Söhne und Töchter des Ortes
- Pater Bernhard Hagen MAfr (1936–2016), römisch-katholischer Priester und Missionar
- Jens Robben (* 1983), Fußballspieler (aktuell  SV Meppen )

## Sehenswürdigkeiten
- Kirche St. Bonifatius[4]
- Gefallenendenkmal[5]
- Bonifatiusstatue vor der Kirche aus Marmor[6]